# 门克贝格
门克贝格是德国石勒苏益格－荷尔斯泰因州的一个市镇。总面积2.78平方公里，总人口3791人，其中男性1789人，女性2002人（2011年12月31日），人口密度1 364人/平方公里。